# Exposition spécialisée de 1986
Ne doit pas être confondu avec Expo 86 (album).
L'Exposition internationale de 1986 ou Expo 86, officiellement The 1986 World Exposition on Transportation (Exposition internationale sur les transports et la communication) a lieu à Vancouver en Colombie-Britannique (Canada) du 2 mai au 13 octobre 1986.

## Principales caractéristiques
L'Exposition coïncide avec la célébration du centenaire de la ville de Vancouver et de l'arrivée sur la côte ouest du Canada du premier train de voyageurs (d'où le choix des transports comme thème).
Le slogan de l'Exposition est World in Motion - World in Touch (en français : Un monde en mouvement - un monde en contact) et son logo est constitué de trois cercles et d'une barre oblique, de couleur bleu ciel, formant les chiffres 8 et 6 qui s'interpénètrent.
C'est la seconde fois qu'une Exposition internationale a lieu au Canada après celle de 1967 à Montréal. Plus de 22 millions de personnes visitent l'Exposition.
L'Exposition fait une large place aux transports en tous genres. Le site principal est traversé de part en part par une œuvre d'art spectaculaire (intitulée Highway 86 ou, en français, Autoroute 86) qui consiste en un ruban de béton de 217 m de long et aussi large qu'une autoroute, sur lequel sont disposées toutes sortes de véhicules réels (de la trottinette à l'avion) qui sont tous intégralement recouverts d'une épaisse couche uniforme de peinture grise.
Durant le mois d'août, une conférence sur les véhicules fonctionnant au gaz naturel se tient en marge de l'Exposition.

## Avant l'Exposition
C'est en 1978 qu'apparaît l'idée de réaliser une Exposition universelle à Vancouver pour célébrer le centenaire de la ville. Sam Bawlf, à l'époque ministre provincial des Loisirs et de la Conservation (en anglais : Minister of Recreation and Conservation) propose de s'appuyer sur un concept réalisé par l'architecte Randle Iredale. Une demande officielle est alors déposée en juin 1979 au Bureau international des Expositions (BIE) à Paris pour une foire-exposition qui est alors intitulée Transpo 86. Cette demande présente plusieurs sites et plusieurs plans possibles. La demande est approuvée par le BIE en novembre 1980. En octobre 1981, Patrick Reid, ambassadeur et commissaire général (en anglais : Ambassador and Commissioner General), décide de changer le nom en Expo 86. Ce changement de nom est incité par le fait que l'Exposition n'a pas de caractère commercial ; ce n'est donc plus une foire-exposition mais bien une Exposition universelle.

## Organisation
C'est Expo 86 Corporation, un organisme sans but lucratif créé pour l'occasion, qui est chargé de l'organisation et de la gestion de l'Exposition.
Principaux responsables de Expo 86 Corporation :
- Jim Pattison : président,
- Ron Woodall : directeur artistique,
- Bruno Freschi (en) : architecte en chef,
- Bob Smith : responsable de la production et de la conception.

## Les sites de l'Exposition

### False Creek
Le site principal de l'Exposition a été aménagé le long du rivage nord et est de False Creek, un bras de mer qui pénètre au cœur de Vancouver. Auparavant ce site était occupé par une zone ferroviaire de Canadian Pacific Railways et une décharge industrielle.
Sur ce site de 67 hectares, se trouvent plus de 80 pavillons représentant 9 provinces ou territoires du Canada, 41 pays étrangers (ou entités supra-étatiques), 3 États de l'ouest des États-Unis, ainsi que des organisations (notamment des grandes entreprises). Le pavillon le plus grand sur ce site est celui de la Colombie-Britannique.

### Burrard

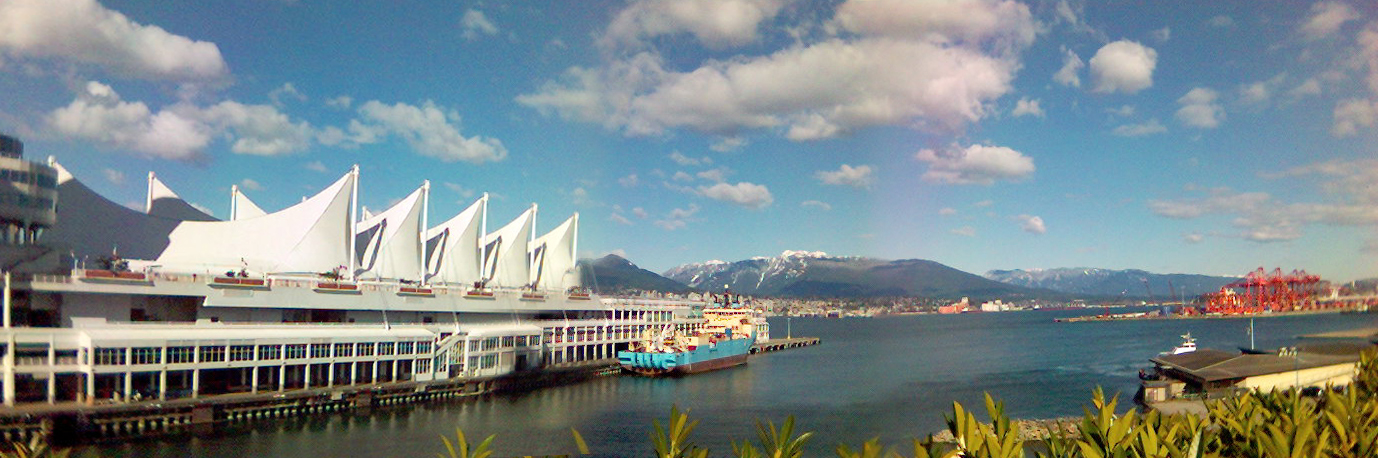
Vue de Canada Place sur la rive de la baie Burrard (Vancouver)

Le pavillon le plus important de l'Exposition, celui du Canada, est installé sur un autre site de 3 hectares, à savoir une jetée s'avançant dans les eaux de la baie Burrard, sur la côte nord du centre-ville de Vancouver. Ce pavillon, entièrement blanc et dont la forme évoque un gigantesque et majestueux paquebot à voiles, n'est pas été détruit après l'Exposition. C'est le site d'un cinéma IMAX, initialement construit pour montrer la production 3D Transitions.
Après l'Exposition l'emplacement du site prend officiellement le nom de Canada Place.

## Éléments de l'Exposition ayant été conservés
- Le pavillon du Canada est actuellement utilisé comme le centre de congrès Canada Place. Il est aujourd'hui un des principaux symboles de la ville de Vancouver.
- Un métro-aérien, appelé (SkyTrain), qui a été construit pour l'occasion, est toujours en service.
- Le bâtiment d'accueil et de présentation de l'Exposition (intitulé Expo Centre), reconnaissable à sa forme de grosse balle de golf, accueille désormais un centre de diffusion de la culture scientifique (sous le nom de Science World) qui abrite notamment une salle de cinéma Omnimax.

## Liste des exposants
- Pays (ou organisations régionales mondiales) ayant un pavillon :

Arabie saoudite,
Australie,
Barbade,
Belgique,
Brunei Darussalam,
Canada,
Chine,
Communauté européenne,
Corée du Sud,
Costa Rica,
Côte d'Ivoire,
Cuba,
Espagne,
États du sud de l'océan Pacifique,
États-Unis d'Amérique,
France,
Grande-Bretagne,
Hong Kong,
Hongrie,
Indonésie,
Italie,
Japon,
Kenya,
Malaisie,
Mexique,
Norvège,
Pakistan,
Pérou,
Philippines,
Organisation des États de la Caraïbe orientale,
République fédérale d'Allemagne,
Roumanie,
Sénégal,
Sri Lanka,
Suisse,
Thaïlande,
Tchécoslovaquie,
Singapour,
URSS,
Yougoslavie.
- Provinces ou territoires du Canada ayant un pavillon :

Alberta, 
Colombie-Britannique, 
Nouvelle-Écosse, 
Ontario, 
Île-du-Prince-Édouard,
Québec, 
Saskatchewan, 
Yukon, 
Territoires du Nord-Ouest.
- États des États-Unis d'Amérique:

Californie,
Oregon,
Washington.
- Expositions en plein air :

Air Plaza,
Land Plaza,
Marine Plaza,
Highway 86,
UFO H2O,
Folklife.
- Autres pavillons et expositions :

Great Hall of Ramses II,
Great Norwegian Explorers,
Pavilion of Promise,
Roundhouse,
Expo Centre.
- Salles de spectacle :

Labatt's Expo Theatre,
Kodak Pacific Bowl,
Xerox International Theatre
- Entreprises ou ONG ayant un pavillon :

Air Canada,
BCTV (télévision de Colombie-Britannique),
Canadian National (en français Canadien National),
Canadian Pacific (en français Canadien Pacifique),
General Motors,
Via Rail Exhibit,
Organisation des Nations unies.

## Anecdotes
- Lors de l'achat de leur billet d'entrée, les visiteurs de l'Exposition se voient remettre un livret ressemblant à un passeport sur lequel ils peuvent faire apposer un coup de tampon spécifique à chaque pavillon, à la manière d'un visa de tourisme.
- L'Exposition est survolée à basse altitude par des Concorde de British Airways à plusieurs reprises.
- L'exposition a inspiré les membres du groupe de rock indépendant Wolf Parade pour le nom de troisième album, sorti en 2008.